# Xanadu (film)
A Xanadu 1980-ban bemutatott amerikai zenés fantasy film Robert Greenwald rendezésében, Michael Beck, Gene Kelly és Olivia Newton-John főszereplésével, az 1947-ben készült Down To Earth című amerikai film újabb változata. Címét Samuel Taylor Coleridge angol költő ópiumvízióban fogant, soha be nem fejezett költeménye a Kubla kán Xanaduja után kapta, a vers néhány sora el is hangzik a filmben.
A film bluray kiadása 2016. március 8-án jelent meg, „A” régiókódú változatban.
Álmaink nem meghalnak, hanem mi magunk öljük meg őket.

## Cselekmény
Kubla kán tündérpalotát

építtetett Xanaduban,

hol roppant barlangokon át

örök éjbe veti magát

az Alph, a szent folyam.
Sonny Malone (Michael Beck), egy fiatal, tehetséges, de sikertelen festőművész, aki mindig csak mások megrendelésére készített számára érdektelen képeket. Miután megpróbált önálló művészeti karriert felépíteni, rá kellett jönnie, hogy képtelen bármiféle eredeti ötlettel előállni. Mivel nem tudja mit kezdhetne önmagával és tehetségével, így a megélhetés végett kénytelen visszamenni régi munkahelyére egy zenekiadóhoz, ahol hanglemezborítók reklámplakát méretben való lefestése a feladata.
Míg Sonny gyorsan véget ért művészi karrierjén elmélkedik, a Helikon csúcsairól, ahogy már több ezer év óta mindig, újabb küldetésre indul Zeusz kilenc lánya, a múzsák, hogy csókjuk által ihletet, ambíciót vigyenek isteni apjuk által kijelölt földi halandóknak. A múzsaélet ugyan örök élettel és fiatalsággal jár, de három szigorú megkötés rájuk is vonatkozik. Semmiképpen sem bonyolódhatnak érzelmi viszonyba földiekkel és a küldetésük befejezése után az összes emléket maradéktalanul elfelejtve vissza kell térniük a Helikonra.

A nagy találkozás

Egy reggelen a gondolataiba merült Sonny a tengerparti sétányon szembetalálja magát egy fehér ruhás, szőke, görkorcsolyás lánnyal, aki elé kerülve váratlanul megcsókolja, majd amilyen gyorsan jött, ugyanúgy eltűnik. A munkába érve Sonny döbbenten tapasztalja, hogy a főnöke által adott lemásolandó lemezborítón is ugyanaz a reggel látott lány görkorcsolyázik el egy régi, furcsa épület előtt. Megkérdezi a fotóst, aki elmondja, neki csak az épületről kellett képet készíteni és egyszerűen az egyik negatívon ott volt a lány, nem tudja hogyan került rá, de ez lett élete legjobb fotója.
Mikor Sonny ebédidőben kimegy egyet sétálni a partra, beszédbe elegyedik egy parti sziklán klarinétozó, Danny McGuire (Gene Kelly) nevű különös öregúrral, aki elmeséli, a negyvenes években híres zenész volt, ekkor azonban, reggel óta harmadszor, újra feltűnik a lány. Sonny egy kölcsönkért mopeddel megpróbálja utolérni, de mivel az út helyett a lányra figyel, a móló korlátjának hajt és beleesik a vízbe. Délután, mikor egy barátja nem a megszokott útvonalon fuvarozza haza görkori-stoppal, félúton észreveszi a lemezborítón látott különös, Auditorium feliratú épületet, ami egy harmincas években épült, egykor szebb napokat látott, rég bezárt koncertterem, majd bent, immár egy napon belül negyedszer, újra összeakad a görkorcsolyázó lánnyal, aki nagyon titokzatosan viselkedik. Sonny kérdésére elárulja, ő Kira és hamarosan újra találkozni fognak.
Másnap Sonny és Danny összeakadnak egy lemezbolt előtt, majd az öregúr fényűző villájában elbeszélgetnek. Kiderül, hogy Danny harmincöt évvel korábban jazz klarinétos volt, amíg egy lány a zenekarukhoz nem szegődött, akibe azonnal szerelmes lett. Az ezután következő hónapokban a lánnyal megalapította saját big band zenekarát, klubot nyitott, sikert sikerre halmozott, de miután a lány ugyanolyan váratlanul és véglegesen eltűnt az életéből, mint ahogyan érkezett, ahogy mondta nem volt többé lélek a játékában. Az ambíció és a sikerek fogyatkozni kezdtek, majd a zenélést abbahagyva építkezési vállalkozásba kezdett, meggazdagodott, de a lány iránti több évtizede tartó reménytelen szerelme és zenész álmai feladása miatt örök boldogtalanságra ítéltetett. Mostanában minden vágya egy zenés-táncos klub megnyitása lenne, de évek óta nem talál hozzá megfelelő üzlettársat és egy olyan helyet, amibe első látásra beleszeretett volna. Szabadideje jó részében egy tengerparti sziklán ücsörögve klarinétozik és azon a pár régi szép hónapon és az örökre elveszett boldogságon mereng. Beszélgetésük során egyik régi lemezüket fel is teszi Sonnynak, aki a borítóról megdöbbenve veszi észre, hogy Danny énekesnője kísértetiesen hasonlít Kirára.
Az öreg és a fiatal miután észreveszik történetük hasonlóságát hamar összebarátkoznak, noha egyikük sem sejtheti, hogy Kira és a Danny által évtizedek óta szeretett és visszavárt lány valójában Terpszikhoré, Zeusz halhatatlan és örökifjú lánya, a tánc isteni múzsája. Küldetése Danny és Sonny feladott álmain keresztül megvalósítani a szebb napokat látott romos Auditóriumból a Xanadut, a város legszebb, legelegánsabb táncpalotáját, majd mindent elfeledve visszatérni a múzsák lakóhelyére a Helikonra. Este Sonny a kiadó műtermében egyedül festegeti az Auditoriumot ábrázoló lemezborító plakátját, amikor ismét váratlanul megjelenik Kira. Szóba kerül Sonny útkeresése és a klubot nyitni akaró Danny. Kira rámutat a készülő plakátra és csak annyit mond, mit szólnának ehhez a helyhez.
Munka után még sétálni mennek és valahogy megint az Auditoriumnál kötnek ki. Kira elmondja, barátodnak álmai vannak, te keresel valami, amiben őszintén hiszel, ez a hely mindkettőtök álmainak elegendő. Másnap Sonny elviszi Dannyt, az Auditoriumot alaposabban megnézni. A félhomályos teremben sétálgatva először Dannynek kétségei vannak, építész helyett inkább bontóbrigádot javasol, de gyorsan megtetszik neki az ötlet. Míg Sonny kimegy az autóba lámpát keresni, Danny azon gondolkodik, mi legyen a hely neve. Váratlanul egy női hang szólal meg a sötétben: „Kubla kán tündérpalotát épített Xanaduban...”, amit Danny folytat: „Hol roppant barlangokon át örök éjbe veti magát az Alph, a szent folyam”. Ezzel a hely neve megszületett, Xanadu, a vers tündérpalotája után. Danny megdöbbenve tapasztalja, hogy a váratlanul feltűnt Kira mennyire hasonlít egykori múzsájára.
Sonny másnap kilép munkahelyéről, majd ő és Danny üzlettársakként megkezdik a Xanadu felépítését. Danny adja a pénzt, Sonny a művészeti vezető. Ahogy azonban lenni szokott, a szerelem közbeszól, Sonny és Kira, a két nagyon különböző világból érkezett fiatal egymásba szeret. Kira számára viszont tilalmas érzelmi kapcsolatba kerülni egy földi halandóval. Ahogy az isteni terv, a Xanadu felépítése teljesülni látszik, Kirának vissza kell térnie a Helikonra. Távozása előtt még elárulja Sonnynak valódi kilétét. Sonny eléggé szkeptikus, egy kaliforniai fiatalt nehéz meggyőzni görög istenek létezéséről, Kira ezért kénytelen némi varázslatot is bevetni, majd elmondja, mennie kell, de örökké szeretni fogja.
A boldogtalan és magányos Sonny másnap már a tengerparti sziklán ücsörög, akárcsak öreg barátja. Látva egykedvűségét, az öreg Danny megpróbál lelket önteni belé, ha nem akarja ő is egy parti sziklán ücsörögve boldogtalanul tölteni a következő éveit, hát ne törődjön bele, ha Kira ide tudott jönni, meg van a mód Sonnynak is odamenni.
Sonny úgy érzi, a két világ közötti kapu egy életnagyságú utcai reklám falfestmény a kilenc múzsáról, ezután már csak minden bátorságát összeszedve görkorcsolya-nekifutásból bele kell ugrania a téglafalra festett óriás képbe. A görög istenek hona némileg másképp néz ki, mint eddig gondoltuk. Sonny és Kira színes lézer és neonfények forgatagában találkoznak újra, de Zeusz hajthatatlan, az olümposzi szabályok tiltják a földiek és égiek közötti kapcsolatot. Egy múzsa feladata álmok megvalósítása, másoknak is vannak álmaik, ezért nem rendelheti magát egy emberhez. Mnémoszüné, Kira anyja emlékezteti Zeuszt, a szabályok arra valók, hogy megszegjék őket, így végül Zeusz beleegyezik: Kira kimenőt kap egyetlen pillanatra (vagy tán az egész örökkévalóságra?). Az öregedő Zeusz már keveri kicsit, ott fent ismeretlen az idő fogalma. A Xanadu fergeteges megnyitóját már együtt ünnepelheti a három jóbarát, utána azonban nincs tovább, viszont a szerelmesek ekkor már belenyugodva a megváltoztathatatlanba, mosolyogva válnak el. Kira pár perc múlva bárpincérnő képében visszatér Sonny nagy örömére. Hogy valóban ő kapott újabb kimenőt, esetleg egy hasonmást küldött helyette Zeusz vagy csak egy rá hasonlító földlakó a lány, nem tudja meg a néző.

## A film készítésének története
A Xanadu az 1947-ben Rita Hayworth főszereplésével készült Columbia Pictures zenés film, a Down to Earth újabb, 1980-as változata, ezúttal az Universal Pictures produkciójában. Noha a női főhős, (Terpszikhoré múzsa) személye mindkét filmben azonos, az alapszituáció és részben a végkifejlet is hasonló, a két film cselekménye és zenéje teljes mértékben eltér egymástól.
Eredetileg egy kis költségvetésű görkorcsolya-diszkó film volt az elképzelés a Grease után a pályája csúcsán lévő Olivia Newton-John főszereplésével, de miután kiderült, hogy egyidejűleg két hasonló film is készül más stúdiókban, átírták a forgatókönyvet, megszerezték a filmhez Gene Kellyt, az Electric Light Orchestra-t és John Farrart. A Xanadu átalakult Hollywood és a szving negyvenes évekbeli aranykorának tisztelgő nagyszabású musical-fantasyvé, amiben a görkorcsolya-diszkónak csak másodlagos szerepe volt. A filmet a színpadon és televízióban régóta sikeres, de mindennemű mozis gyakorlat nélküli Robert Greenwald rendezőre bízták, forgatása 1979. szeptember 18-án kezdődött.
A filmbéli Auditorium – a leendő Xanadu – az akkor még álló, de évek óta bezárt Los Angeles-i Pan-Pacific Auditorium volt, a világ egyik legszebb Art Deco stílusú koncertterme. A külső jelenetek helyszínei többek között Santa Monica és Venice Beach volt, egy jelenet a híres malibui mólón játszódott. A film látványos zárójelenetének a díszlete három hónapig készült a Hollywood General Studios négyes stúdiójában, egymillió dollárba került, a jelenet forgatásához 237 statisztát alkalmaztak. A film trükkfelvételei, a lézer jellegű effektusok hagyományos módon, több hónapi munkával készültek New Yorkban. A filmben egyik utolsó módosításként egy hangulatos rajzfilmbetétet is alkalmaztak, amely a Walt Disney filmekből ismert Don Bluth munkája volt. A film erősségének számító táncjeleneteket Kenny Ortega (Dirty Dancing, Salsa, High School Musical) koreografálta.
A Xanadu a filmtörténet egyik legbalszerencsésebb produkciója volt, készítése során elkövettek szinte minden elkövethető hibát és bekövetkezett minden baj, ami csak bekövetkezhetett. A szerződések aláírása után rövidesen kiderült, két szinte azonos produkció is készül más stúdiókban (a Roller Boogie és a Skatetown USA), így az egész munkát elölről kellett kezdeni. Az eredetileg rendelkezésre álló pénz viszont nem volt elég egy nagy költségvetésű filmhez, így folyamatosak voltak az anyagi gondok. Még csak félig készült el, amikor filmes berkekben már terjedt a pletyka, miszerint a Xanadu körül súlyos problémák vannak. A forgatást a pénzhiány, nézeteltérések, a szinte amatőr szervezés jellemezte. A forgatókönyv gyakorlatilag kész sem volt és a pillanatnyi helyzetnek megfelelően szinte hetente változott, összesen 17 alkalommal került sor módosításra. A forgatás vége felé gyakorlatilag elfogyott a pénz. A késznek még közel sem mondható film bemutatóját a producer előrehozta négy hónappal, így kellő idő sem maradt, a filmet kapkodva kellett befejezni. Látva a kiábrándító eredményeket, Gene Kelly egy ponton ki is akart szállni a produkcióból, azzal a feltétellel folytatta, hogy lesz egy kétszemélyes jelenete Oliviával, ez lett a Whenever You're Away From Me, a film utolsónak felvett jelenete. Olivia az egyik görkorcsolyás jelenet forgatása közben elesett és csonttörést szenvedett.
A nehézségek és a szorító idő miatt rosszkedvű és demoralizált stáb megfeszített munkája végül meghozta eredményét, a szinte kaotikus körülmények közepette készített film időre elkészült, a Xanadut az eredetileg tervezett karácsony helyett 1980. augusztus 8-án mutatták be Amerikában. A várt siker azonban elmaradt.

## A Xanadu átka
Az első perctől fogva balszerencsés produkció sorsa a mérsékelten sikeres bemutató után sem fordult jobbra, sőt, az alkotók igazi pokoljárása még csak ezután kezdődött.
A film erősségei, a kiváló zene, a jól megrendezett táncjelenetek és a látvány sem tudták ellensúlyozni a cselekmény és a párbeszédek kétségtelen gyengeségeit. Sokan nehezményezték Olivia Newton-John ausztrál akcentusát, a televíziós filmekre emlékeztető kameramozgásokat és a múzsák körüli, hosszú és nehéz munkával készített aura jellegű fényeffektusokat. Voltak, akik az egész filmet egy LSD mámorban tett „utazáshoz” hasonlították.
A legnagyobb probléma viszont a film előre nem láthatóan hihetetlenül balszerencsés időzítése volt. A film elkészítésének egy éve alatt a zene, öltözködés, hajviselet, életérzés drámaian megváltozott, a John Travolta és a „Szombat esti láz” féle, 1979-ben még divatos diszkóláz néhány hónap alatt lecsengett, a fiatalok ekkor már az Angliában évek óta létező, de Amerikában akkoriban elterjedő new wave és a punk stílusért rajongtak, számukra a Xanadu mind zenéjében mind külsőségeiben divatjamúltnak számított. Annak ellenére, hogy a Xanadu cselekménye, mondanivalója távol áll a diszkó életérzéstől, rendezője is egyértelműen kijelentette a forgatás során, hogy filmje egy „Art Deco Fantázia”, nem pedig „diszkófilm”, a dalok sem egyszerű diszkó slágerek, mivel a cselekmény egy görkorcsolya diszkó megnyitása körül forog, automatikus elutasításban részesült a new wave és punk lázában élő fiatalok részéről. A filmet a gyerekek és a harmincon túliak szerették, de a fő mozilátogató közönségnek számító 16 és 30 közötti korosztály körében nem volt népszerű.
A kritikusok szinte már érthetetlen méretű hadjáratot indítottak a Xanadu ellen, egyikük javasolta a Xanadu címet Xana-don't-ra változtatni és örökös helyet biztosítani számára a Hall of Fame helyett a Hall of Shame-ben (mindkettő lefordíthatatlan angol szójáték, a második magyar megfelelője: dicsőségtábla helyett szégyentábla). A film Dancin' jelenetében szereplő The Tubes együttes egyik tagja vonatkatasztrófához hasonlította a filmet, egy másik tagja rátett még egy lapáttal és egy színes, szélesvásznú, zenés vonatkatasztrófának nevezte a Xanadut.
A filmet és alkotóit több kategóriában is Arany Málna díjra jelölték mindjárt a díj megalapításának első évében, még John Farrar is jelölést kapott a Suspended In Time című dalért. Végül Robert Greenwald egyedüliként nyert Arany Málnát rendezői kategóriában. A Xanadu után már csak három közepes mozifilmet rendezett, később visszatért a televízióhoz. A Warriors főhőseként egy évvel korábban híressé vált Michael Beck karrierje derékba tört a Xanadu miatt, ezután már csak kisebb szerepekben és tévésorozatokban tűnt fel. Úgy tartják, az egyébként kiváló munkát végzett Electric Light Orchestra karrierje is a Xanadu után kezdett hanyatlani. Gene Kelly többé nem vállalt zenés-táncos szerepet.
A filmben résztvevők közül egyedül Olivia Newton-John karrierje nem sínylette meg a Xanadut, de Kira szerepének eljátszása után több zaklatója (ún. stalker) is támadt. Egyikük, egy Michael Owen Perry nevű nyilvántartott elmebeteg – Oliviát Kírának vélve – több évnyi egyre komolyabb zaklatás és fenyegetés után az életére is tört, valamint saját családjának öt tagját meggyilkolta. Másikuk, egy bizonyos Ralph Nau, Oliviát azaz Kirát a feleségének, egyben a testvérének vélve küldözgetett zaklató leveleket, egy alkalommal a levélben kutyafogakat is mellékelt a köztudottan kutya és állatrajongó Oliviának, egy koncerten pedig megpróbált erőszakkal a színpadra feljutni. Mindkét zaklató végül más, igen komoly bűnökért került börtönbe illetve elmeosztályra.
A híres Pan-Pacific Auditorium, a filmbéli leendő Xanadu a nyolcvanas évek során két alkalommal is kigyulladt, majd 1989-ben helyrehozhatatlanul porig égett. 2007-ben a Xanadu Broadway bemutatója előtti főpróbán a férfi főszereplő lábát törte, új szereplőt kellett keresni, a premiert két héttel el kellett halasztani.

## A Xanadu utóélete
A film a gyenge fogadtatás és a számos negatív kritika ellenére sem lett veszteséges, 20 millió USD költséggel szemben 23 millió USD bevételt hozott csak az USA mozibemutató alkalmával, a világ számos országában bemutatták, többnyire az amerikainál lényegesen nagyobb sikerrel. Magyarországon a korszak legtöbb alkotásához hasonlóan nem vetítették moziban.
A bemutató évében jelölve volt a Young Artists Award év családi filmje díjra. Amikor 1999-ben először jelent meg DVD-n, a kiadók félelme ellenére várakozáson felül jól fogyott. 2008-ban megjelent a kockánként restaurált, újrakevert, extrákkal bővített Magical Music Edition DVD kiadás. 2007-ben mutatták be a színházi változatot a Helen Hayes Színházban a Broadway-en, megnyerte a legjobb új színházi musical díját, valamint Tony-díjra is jelölték. 512 igen sikeres Broadway előadás után amerikai majd világ körüli útra indult a Xanadu. A film Magyarországon két alkalommal került DVD kiadásra, először 2004-ben, majd 2008 őszén. A második kiadás magyar nyelvű szinkront is tartalmaz. Harminc évvel a bemutatója után a Xanadu belépett a kult filmek táborába, lelkes rajongótábora van, a film értékeit a jövő számára megőrzendő honlapja a Xanadu Preservation Society.
2011 novemberében mutattak be egy újabb színházi változatot, melyben az eredeti változatban nem szereplő Electric Light Orchestra és Olivia dalok is hallhatók, valamint a cselekmény is kissé más. A Douglas Carter Beane által átírt darabban Kira neve Clio, a történet elején ő menti meg az ebben a változatban öngyilkossággal próbálkozó Sonnyt.

## Forgatási helyszínek

### Pan-Pacific Auditorium
Noha a filmben csak néhány alkalommal tűnik fel, az egész cselekmény ezen épület körül forog. A Pan-Pacific Auditorium, a filmbéli leendő Xanadu, egy hatalmas, Art Deco stílusú koncertterem volt, mely 1935-ben épült Los Angelesben. Fennállása alatt koncertek, kiállítások, vásárok és sportesemények gyakori helyszíne volt, de még műjégpálya is üzemelt benne. Itt lépett fel első alkalommal a városban Elvis Presley.
1972-ben bezárt, de egyedülálló stílusa miatt nem került szóba a lebontása. 1978-ban történeti emlékhellyé nyilvánították, egy évvel később önkormányzati tulajdonba került. Több terv is született hasznosítására kiállítóterem, bevásárlóközpont, esetleg szálloda formájában. A nyolcvanas években az épület sorsa még rosszabbra fordult. Az elégtelen őrzés miatt rendszeresen feltörték, a nyitott ajtókon keresztül szabadon lehetett ki-be járni, hajléktalanok lakták, rongálók és vandálok pusztították.
Első alkalommal 1982. július 4-én gyulladt ki egy ünnepi tűzijátékrakétától, következő év májusában komolyabb tűz pusztított benne. A rendszeres kisebb tüzektől és folyamatos rongálásoktól az épület állapota egyre romlott. 1988-ra végül megszülettek a tervek a megmentésére, ám 1989. május 24-én délután 7 órakor újabb szándékos gyújtogatás történt. A tűz gyorsan átterjedt a tetőszerkezet favázára, majd fékezhetetlenül terjedt tovább. A füst az egész Los Angeles medencét beborította. Kétszáz tűzoltó órákon keresztül harcolt, hogy legalább az egyedülálló bejárati részt megmentsék, de este tíz órára az épület porig égett, jellegzetes bejárati oszlopai is félig ledőltek.
Az Auditorium helyzete, alapterülete és hatalmas mérete üszkös fekete folt formájában kiválóan látható a Google Earth 1989. augusztus 22-i, a katasztrófa után három hónappal készült légitérképén.
A romokat bekerítették, néhány évvel később eltakarították, majd az épület helyén a 2002-ben megnyitották a Pan-Pacific Parc Recreation Center szabadidőközpontot. Az új épület bejáratához felépítették egyet a régi épület jellegzetes bejárati oszlopaiból.
A Xanadu 1979-es forgatásakor már évek óta bezárt és leromlott állapotú épületet csak a külső jelenetekhez használták fel, a belső tereket stúdióban építették fel. A Pan-Pacific Auditorium egykori helyének címe: 7600 Beverly Boulevard, Los Angeles. A helyén álló Pan-Pacific Parc Recreation Center szabadon látogatható.

### Egyéb helyszínek
A filmben a cselekmény szerint összetartozó jeleneteket sokszor különböző helyeken vették fel.
Sonny és Kira első találkozásának helyszíne a Santa Monicai Palisades Park, az Ocean Boulevard szomszédságában.
Sonny és Danny összeismerkedése szintén ezen a helyen, valamint Venice Beach parti sétányán lett felvéve, de a sziklás-klarinétos jelenetet a Leo Carillo State Beach-en forgatták, Malibuban, ahol a Grease bevezető jelenetét és a Csirpe (Gidget) című filmet is forgatták. Sonny és Kira második találkozása is Venice Beach sétányán lett felvéve, de Sonny ezt követő vízbeesése és a kávézói jelenet már a malibui mólon készült, onnan húsz kilométerre.
A görkorcsolyás "furgon stop" a Santa Monicai Main Streeten lett felvéve.
Alapos és figyelmes megtekintéssel észrevehető, hogy a Platinum Palace hanglemezbolt rendkívül hasonlít az Auditoriumhoz. Ugyanolyan a tornya, ugyanolyan rács fut végig a felső pereme körül. Mivel akkoriban hasonló építmény nem volt a városban, biztosra vehető, hogy filmgyárban készült díszlet.
Az All Over the World áruházas jelenetek az azóta bezárt Beverly Hills-i Fiorucci üzletben készültek a Little Santa Monica Boulevardon.
Az óriás falfestmény a kilenc múzsáról elvileg a Venice Beach Boardwalktól induló, valójában hosszú és forgalmas Dudley Avenuet beugróként lezáró téglafalra lett volna festve, de valójában sem a téglafal, sem a festmény nem létezett a filmben látható formában. A közeli képeket stúdióban forgatták, az utcaképekre a téglafalat és a festményt rámontírozták.
A rajzfilmszegmenst közvetlenül megelőző jelenet a látszat ellenére szabad ég alatt lett felvéve a Hollywood Bowl óriás szabadtéri színpadon.
A Xanadu belső tere a Hollywood Center Studios négyes számú műtermében lett felépítve (1040 N. Las Palmas Avenue, Hollywood).

## A film zenéje

### A zeneanyag részletes ismertetése
A film dalait a pályája csúcsán lévő John Farrar és Jeff Lynne írta. Jeff Lynne dalait eredetileg nem az Electric Light Orchestra játszotta volna, de a rendező kérésére újra felvették a közreműködésükkel. Az aláfestő és kísérőzenét Barry DeVorzon írta és részben a Hooked on Classics lemezsorozatból is ismert Louis Clark vezényli.
A Xanadu (ellentétben pl. a Grease filmmel), a musicalek azon csoportjába tartozik, ahol a tényleges cselekmény döntő része prózában zajlik, a dalok egy kivétellel (Suspended in Time) vagy visszaemlékezések (Whenever You're Away From Me), vagy képzeletben játszódnak (Dancin', Don't Walk Away), zenegépből, lemezjátszóról szólnak (Magic, Suddenly, Glenn Miller lemez, You Made Me Love You), egyszerű kísérőzeneként hallhatóak (The Fall), vagy a klub zenés-táncos megnyitójának a részei (Drum Dreams, Fool Country, Xanadu, Nine Sister's Step Dance).
Mindössze egyetlen, a cselekmény részét képező táncjelenet van, a múzsák érkezése (I'm Alive), valamint egyetlen, a cselekmény részét képező, önállóan énekelt dal hallható a Suspended in Time. Az All Over the World egy korát megelőző, videóklip jellegű jelenet.
A filmet bevezető, földgömbös Universal logo erre az alkalomra különleges, régies formát kapott. A földgömböt repülőgép járja körül, minden forduló után modernebb típus látható, a régi idők gépeitől az ufókig. A harmincas évek repülőjénél a klasszikus amerikai filmekre emlékeztető zene szó, majd ahogy a fordulók után egyre modernebb gépek tűnnek fel, a zene is folyamatosan stílust vált, egészen a Xanadu dallamáig.
A cselekmény is kísérőzene mellett kezdődik Sonny elmélkedése alatt, majd miután kidobja az ablakon a vázlatait, a csöndes szintetizátordallam hektikussá válik. Ahogy a széttépett rajzok a múzsák faliképénél a földre hullanak és a múzsák megérkeznek világunkba, felcsendül az első dal, az Electric Light Orchestra előadásában az I'm Alive. Közvetlenül ezután egy rövid, kissé titokzatos, sejtelmes motívum hallható, mikor Sonny összeütközik a parkban Kirával. Ugyanez a rövid dallam többször visszatér a filmben, másodszor a következő jelenetben hallható, mikor Sonny megkapja a lemásolandó lemezborítót, rajta Kirával.
Sonny és Danny első találkozásakor a tengerparti sziklán ücsörgő Danny néhány másodpercre a Whenever You're Away From Me dallamát klarinétozza, majd Sonny kérésére egy vidámabb dallamot is eljátszik. Kira ekkor ismét feltűnik, Sonny egy mopeddel utána indul, majd vízbe esik. A jelenet alatt egy halk, de vidám hangulatú dallam hallható szintetizátoron, melyet nagyzenekar kísér.
Mikor Sonny első alkalommal érkezik meg az Auditoriumhoz, titokzatos, kissé misztikus dallam hallható, amelyet Olivia Newton-John Magic című John Farrar dala követ, erre a dalra görkorcsolyázik bent Kira.
Sonny látogatásakor Danny villájában először egy régi szving dal részlete hallható egy Danny által feltett régi hanglemezről, a történet szerint Danny klarinétjátékával. Ezt követi szintén Danny egyik lemezéről a You Made Me to Love You, melyet Danny egykori múzsája énekel zenekaruk fénykorából. Az Olivia által énekelt dal nem szerepel a filmzenei albumon, először a Suddenly kislemez B. oldalán jelent meg. Ez a film legrégebbi dala, James V. Monaco és Joseph McCarthy szerzemény 1913-ból.
A jelenet a végén hallható a Whenever You're Away from Me, egy szving dal Olivia és Gene Kelly duettjében és táncával, big band kísérettel, mely Danny visszaemlékezése egykori múzsájára, a régi szép időkre. A negyvenes évek stílusára emlékeztető, látványos jelenetet forgatták le utolsónak, ekkor táncolt utoljára filmkamera előtt Gene Kelly.
Kira a stúdióban való váratlan megjelenésekor ismét néhány másodpercre hallható a fent említett rövid dallam. A stúdió műtermében a Suddenly című dalra görkorcsolyázik a díszletek között Sonny és Kira. A tökéletes összhangú John Farrar duettet Cliff Richard és Olivia Newton-John énekli, a cselekmény szerint gépzeneként hangzik fel a jelenet alatt. Miután a stúdióból az Auditoriumhoz sétálnak, ismét, ezúttal, negyedszer is felhangzik a misztikus kis dallam.
A következő jelenetben Sonny elviszi Dannyt, neki is megmutatni az Auditoriumot. Képzeletben végiggondolják egy zenés-táncos szórakozóhely kialakítását. Danny, saját korosztályának megfelelően, egy elegáns szving táncpalotát képzel el, Sonny egy rockos, diszkó jellegű helyet. A jelenetet kísérő, félig szving, félig rockzenéből, majd a kettő ötvözetéből felépülő Dancin' a film egyik leglátványosabb táncjelenete, Sonny és Danny két ellentétes elképzelése a leendő Xanaduról. A dalt John Farrar írta, a szving részben női trió (valójában háromszoros ráénekléssel Olivia) énekel big band kísérettel, a rock rész a The Tubes együttes játéka.
Ezt követi a film egyik emlékezetes jelenete. Míg Sonny a kimegy a kocsijához, Danny azon tűnődik, mi legyen a hely neve, ám ekkor halk, éteries dallam csendül fel, majd megszólal a sötétből váratlanul megjelenő Kira hangja „Kubla kán tündérpalotát épített Xanaduban”, melyre Danny látatlanban mondja a választ „Hol örök éjbe veti magát az Alph, a szent folyam”. Ezzel Danny és Kira megismerkedtek egymással, valamint megszülettett a leendő hely neve, Xanadu.
Sonny megpróbál valamit megtudni Kiráról, ám ő csak kitérő válaszokat ad és elzárkózik Sonny közeledésétől. A jelenet alatt egy csendes, szintetizátorral és fuvolával kísért zenekari háttérdallam hallható. A jelenet és a kísérőzene átúszik a történet rajzfilmszegmensébe, Sonny félelmébe, hogy elveszíti Kirát. A jelenet alatt Jeff Lynne dala, a Don't Walk Away hallható, az Electic Light Orchestra előadásában.
Következő jelenetben már a megnyitóra mennek Danny számára bevásárolni, „valami dögöset”. A korát megelőző, látványos, videóklip jellegű jelenetet egy azóta bezárt Fiorucci üzletben forgatták, az Electric Light Orchestra All Over the World című dala kíséri. Mikor Danny elmondja Kirának, vele olyan, mintha most is 1945 volna, ismét Danny klarinétjátékát hallhatjuk néhány pillanatra.
Noha Sonny és Kira szerelmes egymásba, Kirának vissza kell térnie otthonába. Kénytelen elmondani az igazságot, a jelenetek alatt a már ismert csöndes szintetizátorzene hallható. Kira távozása után Sonny teljesen magába zuhan, az utcákat rója, a jelenet alatt az Electric Light Orchestra The Fallin című dala, majd miután utánamegy és Zeusszal vitázik, egy új, éteries háttérdallam hallható. Ezt követi a szerelmes, földi boldogságra vágyó Kira dala, John Farrar szerzeménye, a Suspended in Time.
A film hátralévő része már a Xanadu látványos megnyitóján játszódik, folyamatosan összemixelt zeneanyaggal. A jelenet az Electric Light Orchestra Drum Dreams zenekari számával kezdődik, mely folyamatosan átúszik Olivia címadó, Xanadu dalába. Egy rövid zenei részlet következik, a kilenc múzsa szteptánca (Nine Sisters Step Dance), ezt követi Olivia előadásában a Fool Country, mely egy rockos és egy country részből áll. Kira és a múzsák távozásakor, rövid változatban ismét felhangzik a Xanadu. Az élőműsor után gépzenéről Olivia előadásában a Magic hallható, majd Kira visszatérése és a „vége” felirat alatt az Electric Light Orchestra játssza a Xanadu egy rövid, ének nélküli részletét. A filmet a stáblista alatt a Xanadu dal zárja Oliviától. Néhány jelenetben halk, meghatározatlan háttérzene hallható, pl. a fotós műtermében, vagy Sonny főnökének az irodájában.

### A Xanadu filmzenei album
Az album dalainak sorrendje egyáltalán nem követi a filmet.
Eredetileg dupla hanglemez kiadásban jelent volna meg több dallal, ám a hanglemezipart sújtó akkori recesszió miatt végül takarékosságból letettek a dupla változatról, így három dal kimaradt, egy (Dancin') pedig rövidített változatban került a lemezre. A hanglemezkiadás "A" oldala John Farrar szerzeményeit tartalmazza, címkéje bíbor színű, a "B" oldalon Jeff Lynne dalai hallhatóak, a címke kék színű. A későbbiekben több CD kiadás is megjelent, az első ausztrál kiadás hangminősége ismeretlen okból kifejezetten gyenge, a többi kiadás kifogástalan. A film kísérőzenéje egyáltalán nem jelent meg hanglemezen, három dal csak kislemezek "B" oldalán hallható, CD lemezen sohasem jelentek meg.
A Xanadu album első száma az Olivia által énekelt Magic, John Farrar szerzeménye, ezt követi a Suddenly, egy tökéletes összhangú Olivia és Cliff Richard duett. A film alapkoncepciójának része a Danny által képviselt negyvenes évek szving korszakának találkozása a Sonny féle rockos 1980-nal, a részben szving részben rockzenéből majd a kettő ötvözetéből felépülő Dancin' a lemez különleges száma és a film egyik leglátványosabb jelenete, Sonny és Danny két ellentétes elképzelése a leendő Xanaduról. A szving részt Olivia énekli big band kísérettel, a rock rész a Tubes együttes játéka. A dal a filmhez képes lényegesen lerövidített változatban került a lemezre. Ezt követi a Suspended In Time, az örök vándorlásba majd felejtésbe belefáradt, emberi boldogságra vágyó szerelmes Kira dala, egy újabb John Farrar dal, Olivia mélyen érző előadásában.
Mivel a lemez dalainak sorrendje egyáltalán nem követi a filmet, így a következő szám a Whenever You're Away From Me, a filmben az öreg Danny visszaemlékezése egykori boldogságára, a negyvenes évek szving korszakára, egy Olivia és Gene Kelly által előadott duett és táncjelenet formájában. A film ezen részében felhangzik egy régi hanglemezről egy Danny egykori múzsája által énekelt szám Olivia előadásában, a You Made Me Love You, ez a dal kimaradt az albumról.
A lemezen ezután négy jellegzetes Electric Light Orchestra szám következik, az első az I'm Alive, a filmben a múzsák érkezése a halandók világába, a The Fall, a Kirát elvesztett Sonny fájdalma, a Don't Walk Away, a filmben egy megható rajzfilmszegmens kísérődala, majd az All Over The World, a filmben a klub megnyitójára való készülődésről, végül a lemez és a film záró és egyben címadó dala, a Xanadu, Olivia és az Electric Light Orchestra közös előadásában. A film ugyanezen részében még két látványos jelenet van, az Electric Light Orchestra által játszott Drum Dreams és az Olivia által énekelt Fool Country, ezek, akárcsak a You Made Me Love You kimaradtak az albumról, de mind a három dal megjelent kislemezek "B" oldalán.

### A dalok és az album fogadtatása
A filmmel ellentétben a zeneanyag igen sikeres lett. A Xanadu filmzenei album csak Amerikában hárommillió példányban fogyott el, negyedik helyezett és dupla platinalemez lett, Angliában és Ausztráliában a második helyezésig jutott. Kislemezlistán öt szám jutott be a Top 20-ba. A Magic aranylemez lett és öt hétig első, a Xanadu nyolcadik, az All Over The World tizenharmadik, az I'm Alive aranylemez és tizenhatodik, a Suddenly a huszadik helyezésig jutott fel. Jeff Lynne elnyerte a legjobb filmzene díját, Oliviát Grammy-díjra jelölték a Magic előadásért.
A film dalai évtizedek múltával is népszerűek, rádióadásokban rendszeresen hallhatóak. A címadó Xanadu és a Magic Olivia Newton-John koncertjein rendszeresen része a műsornak. Noha a filmet Magyarországon nem vetítették, dalai itt is közismertek és népszerűek voltak.

### A filmzenei album dalai
Az összes dal szerzője John Farrar. 
| 1. | Magic                        | Olivia Newton-John                | 4:31 |
| 2. | Suddenly                     | Olivia Newton-John, Cliff Richard | 4:02 |
| 3. | Dancin'                      | Olivia Newton-John, the Tubes     | 5:17 |
| 4. | Suspended in Time            | Olivia Newton-John                | 3:55 |
| 5. | Whenever You're Away From Me | Olivia Newton-John, Gene Kelly    | 4:22 |

Az összes dal szerzője Jeff Lynne. 
| Második oldal | Második oldal      | Második oldal                                | Második oldal | Második oldal | Második oldal | Második oldal | Második oldal | Második oldal | Második oldal |
|               | Cím                | Közreműködők                                 | Hossz         |               |               |               |               |               |               |
| ------------- | ------------------ | -------------------------------------------- | ------------- | ------------- | ------------- | ------------- | ------------- | ------------- | ------------- |
| 6.            | I'm Alive          | Electric Light Orchestra                     | 3:46          |               |               |               |               |               |               |
| 7.            | The Fall           | Electric Light Orchestra                     | 3:34          |               |               |               |               |               |               |
| 8.            | Don't Walk Away    | Electric Light Orchestra                     | 4:48          |               |               |               |               |               |               |
| 9.            | All Over the World | Electric Light Orchestra                     | 4:04          |               |               |               |               |               |               |
| 10.           | Xanadu             | Olivia Newton-John, Electric Light Orchestra | 3:28          |               |               |               |               |               |               |
| 41:34         |                    |                                              |               |               |               |               |               |               |               |

### Csak kislemezen megjelent dalok
- Fool Country (Olivia Newton-John énekli) – Magic/Fool Country, JET Records JET-018
- You Made Me Love You (Olivia Newton-John énekli) – Suddenly/You Made Me Love You, JET Records JET-7002
- Drum Dreams (Electric Light Orchestra) – I'm Alive/Drum Dreams, JET Records

A fenti dalokból több más itt nem felsorolt, változó összeállítású kislemez is készült.

### A film teljes zeneanyaga az elhangzás sorrendjében
- Xanadu Overture
- Sonny's dream
- I'm Alive (ELO)
- Kira kisses Sonny
- The girl on the album cover
- Record store music
- Danny's clarinet
- Sonny chases after Kira
- The Building/Sonny meets Kira
- Magic (ONJ)
- Source Music
- Danny's Glenn Miller record
- You Made Me Love You (ONJ)
- Whenever You're Away From Me (ONJ & Gene Kelly)
- Kira's suggestion
- Suddenly (ONJ & Cliff Richard)
- Kira and Sonny
- Dancin' (ONJ, The Tubes, big band zenekar)
- Danny meets Kira
- Kira and Sonny nighttime
- Don't Walk Away (ELO)
- All Over The World (ELO)
- Musical interlude
- Love you forever
- The Fall (ELO)
- Meeting Kira's parents
- Suspended in Time (ONJ)
- Drum Dreams (ELO)
- Xanadu (ONJ & ELO)
- Nine sisters tap dance
- Fool Country (ONJ)
- End cast (ELO)
- Xanadu End credit reprise (ONJ & ELO)
- Xanadu theatrical trailer (a filmelőzetes)

## A Xanadu Magyarországon
A nyolcvanas évek elején –főként anyagi okokból– igen kevés amerikai filmet adtak a mozikban, nyugati hanglemezek csak elvétve voltak kaphatóak. Fentiek miatt a filmet Magyarországon mozikban nem vetítették. A filmzenei album sem került üzletekbe, de megjelenése után nem sokkal elejétől végéig, magnóra másolható módon leadták a rádióban, ez akkoriban általános gyakorlat volt. Az egyes dalok is rendszeresen hallhatók voltak, a Magic, az I'm Alive, az All Over the World és a címadó Xanadu igen népszerű volt az országban. A filmet az utóbbi években több alkalommal adták tévében. Az első, feliratos DVD kiadás 2004 körül jelent meg, a második 2008 októberében, szinkronnal és felirattal.

## Szereplők
- Olivia Newton-John – Kira/Terpszikhoré, a tánc múzsája (Létay Dóra)
- Michael Beck – Sonny Malone, sikertelen festőművész
- Gene Kelly – Danny McGuire, építési vállalkozó, egykori jazz-zenész
- Wilfrid Hyde-White – Zeusz hangja
- Coral Browne – Mnémoszüné hangja
- James Sloyan – Simpson, Sonny főnöke
- Fred McCarren – Richie, Sonny kollégája
- Dimitra Arliss – Helen, Sonny kolléganője
- Katie Hanley – Sandra, Sonny kolléganője
- Renn Woods – Katie, Sonny kolléganője
- Aharon Ipalé – Fotós
- The Tubes rockegyüttes – önmaga
- Matt Lattanzi – a fiatal Danny McGuire és Xanadu táncos
- Ira Newborn – a szving zenekar karmestere

Múzsák:
- Sandahl Bergman
- Lynn Latham
- Melinda Phelps
- Cherise Bates
- Juliette Marshall
- Marilyn Tokuda
- Yvette Van Voorhees
- Teri Beckerman

Női szving trió:
- Jo Ann Harris
- Cindy Leake
- Patty Keene

The Tubes:
- John 'Fee' Waybill
- Rick Anderson
- Michael Cotten
- Prairie Prince
- Bill Spooner
- Roger Steen
- Vince Welnick
- Re Styles

## Érdekességek
- Gene Kelly egyszer már játszott egy Danny McGuire nevű figurát a Cover Girl című 1944-ben készült filmben.
- A film előző változatában Kira neve Kitty, a belé szerelmes főhős neve akárcsak az új verzióban, Danny volt.
- A film a zenestúdió díszletei között játszódó jelenete (Suddenly) tiszteletadás az Ének az esőben című Gene Kelly film hasonló jelenetének.
- Olivia a film forgatásán ismerte meg a nála több mint tíz évvel fiatalabb Matt Lattanzi személyében későbbi férjét, vele gyakorolta be a táncjeleneteket. Matt Lattanzi többször is látható volt a tánckarban, majd a Whenever You Away From Me jelenetben ő játszotta a fiatal Danny McGuire szerepét Olivia mellett.
- Szintén ebben, a Hollywood és a zenés filmek aranykorának tisztelgő jelenetben énekelt és táncolt utoljára filmvásznon a legendás Gene Kelly.
- Sonny Malone szerepét az eredeti terv szerint Andy Gibb játszotta volna.
- Olivia Newton-John eredetileg a Can't Stop Music című film főszerepét játszotta volna, de a Xanadu kedvéért lemondott róla. A Can't Stop Music csúnyán megbukott a mozikban.
- A Dancin' jelenetben szereplő női szving trió mindhárom tagja eredetileg Olivia lett volna, ez azonban térbe helyezve a kor technikai színvonalán elfogadható költséggel és megfelelő minőségben megoldhatatlan volt. A filmet reklámozó 1980-as Midnight Special című tévéshowban mégis megcsinálták a jelenetet fekete háttér előtt, az akkori lehetőségek szerint kissé gyengébb képminőséggel.
- A legszebb irodalmi angol nyelven megszólaló Zeusz hangja Pickering ezredesként a My Fair Ladyből is ismert kiváló angol színész, Wilfrid Hyde-White.
- Jeff Lynne számára előírták, hogy a Xanadu dal szövegében a lehető legtöbbször forduljon elő Xanadu szó, ennek sikeresen eleget is tett, a három és fél perc alatt 26 alkalommal hangzik el.
- A forgatás miatti folyamatos festés Olivia haját alaposan megviselte, jórészt ez is közrejátszott a néhány hónappal későbbi rövid, a Physical videóklipben látható frizura kialakításában.
- Kira szerepének eljátszásával Olivia Newton-John stalkerek (a sztárokat követő/zaklató/üldöző/fenyegető megszállottak) egész hadát szabadította magára, köztük a későbbi családirtó Michael Owen Perryt.
- Orson Welles Aranypolgár című filmjében a dúsgazdag, de boldogtalan Kane túlméretezett és nyomasztó kastélyának Xanadu volt a neve.
- 1968 egyik legnépszerűbb slágere volt a The Legend of Xanadu a Dave Dee, Dozy, Beaky, Mick & Tich együttes előadásában. A dalnak nincs köze a filmhez.
- A Xanadu dal és a filmből vett szövegrészletek felhasználásával jó néhány DJ remix készült az évek folyamán.
- A film címe és a dal alapján popzenei rádiók egész sora vette fel a Xanadu nevet világszerte.
- Az utóbbi években lakóparkok és szállodák kedvelt elnevezése a Xanadu.
- A nyomtatóval készített óriásplakátok korában nehéz elhinni, de alig két évtizede is még kézi festéssel készültek az egyedi óriásplakátok, pld. a mozik bejárat feletti -ma már nem szokásos- filmplakátjai.
- Olivia a Xanadu bemutatása előtt pár héttel leadott Hollywood Nights című tévéshow-jában is volt egy Olivia és Gene Kelly duett, címe We Make A Movie, melyben a forgatás alatti élményeiket mesélték el dalban.
- Az eredeti forgatókönyv szerint a múzsákról készült óriás falfestményt is Sonny festette volna. A változtatások során ez a cselekményvonal kimaradt, ezáltal Sonny és a falfestmény közötti kapcsolat kevésbé érthetővé vált.

## Jelölések, helyezések
Grammy-díj
- jelölés: Olivia Newton-John (a Magic előadásáért)

Ivor Novello Award
- díj: Best Motion Picture Film Soundtrack (legjobb filmzene): Jeff Lynne

Young Artist Awards
- jelölés: Best Major Motion Picture – Family Entertainment (legjobb családi film)

Arany Málna díj (1981)
- díj: legrosszabb rendezői díj: Robert Greenwald
- jelölés: legrosszabb film
- jelölés: legrosszabb forgatókönyv
- jelölés: legrosszabb színész – Michael Beck
- jelölés: legrosszabb színésznő – Olivia Newton-John
- jelölés: legrosszabb eredeti filmdal jelölés – Suspended in Time
- jelölés: az utóbbi 25 év legrosszabb musicalje

### Xanadu Soundtrack Album
- Billboard album lista: 4. helyezés
- Cashbox album lista: 1. helyezés
- Record World Pop Album Charts lista: 1. helyezés
- USA: dupla platinalemez

### Dalok
- Magic

Billboard Hot 100: No.1, 4 héten keresztül
Billboard AC lista: No.1, 6 héten keresztül
aranylemez
- Xanadu

Billboard Hot 100: 8, Billboard AC: 2.
UK: 1. helyezés 2 héten keresztül
- All Over the World

Billboard Hot 100: 13, Billboard AC: 45
- I'm Alive

Billboard Hot 100: 16, Billboard AC: 48. aranylemez
- Suddenly

Billboard Hot 100: 20, Billboard AC: 4